# Ryszard Sewer-Słowiński

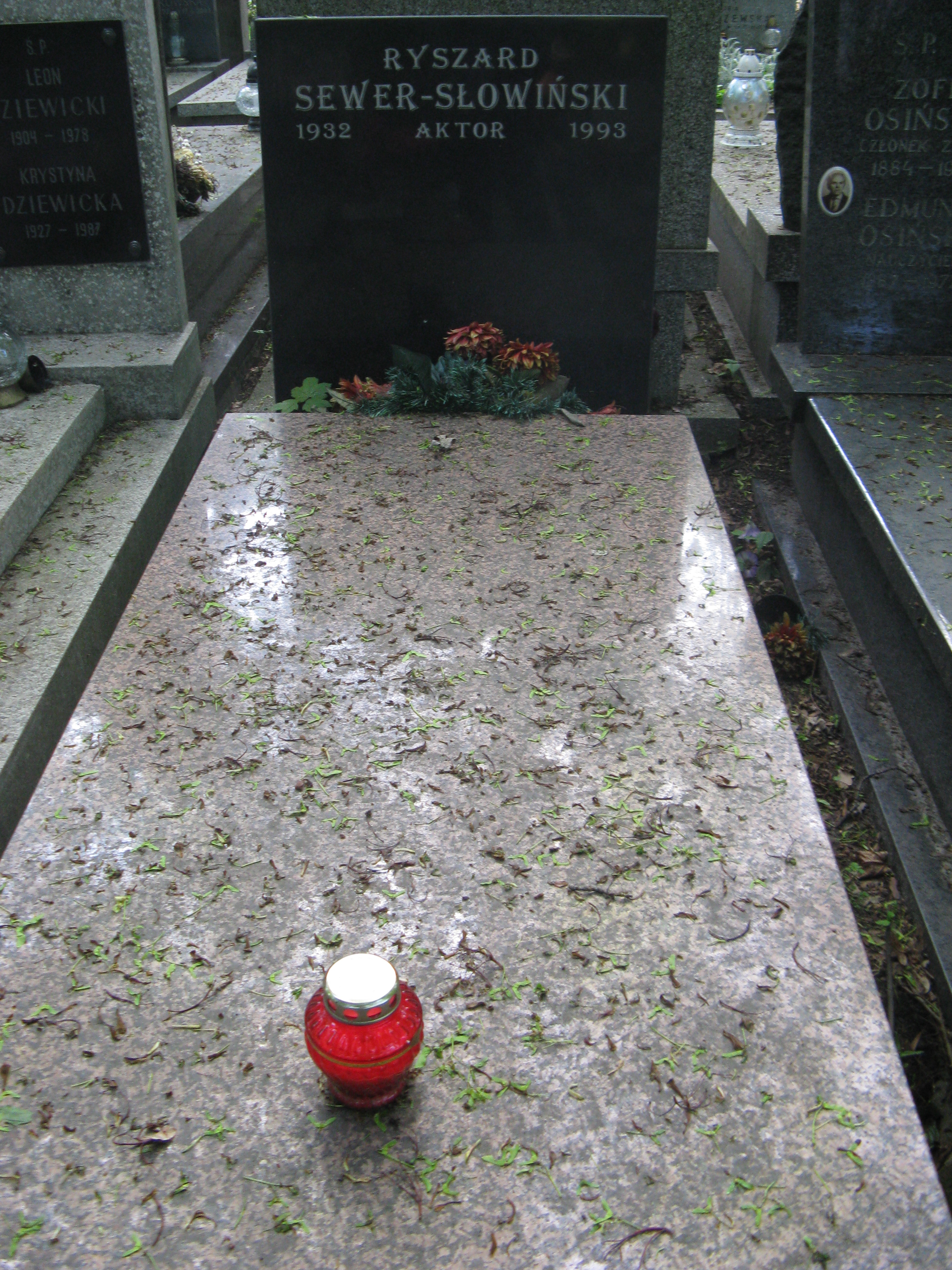
Grób Ryszarda Sewera-Słowińskiego na Cmentarzu Wojskowym na Powązkach

Ryszard Sewer-Słowiński (ur. 13 marca 1932 w Dobrem koło Nieszawy, zm. 11 listopada 1993 w Warszawie) – polski aktor i śpiewak.

## Życiorys
Był synem Władysława Słowińskiego i Pelagii z Błaszyńskich. Ukończył szkołę średnią w Poznaniu, po czym w latach 1952–1954 odbywał służbę wojskową. Jego nauczycielami śpiewu byli śpiewaczka operowa Zofia Fedyczkowska i Witold Zdzitowiecki. Karierę teatralną rozpoczął w 1954 na deskach poznańskiego Teatru Komedia Muzyczna, skąd w 1956 trafił do nowo utworzonej Operetki Poznańskiej. W późniejszych latach występował m.in. w Poznańskiej Komedii Muzycznej PPIE (sezon 1957/1958) i Operetce w Szczecinie (sezon 1958/1959) oraz jako solista w Operetce Śląskiej w Gliwicach (w latach 1959–1971). Po 1971 przestał pracować etatowo w teatrach i zaczął występować okazjonalnie na scenach w różnych polskich miastach. Został pochowany na Cmentarzu Wojskowym na Powązkach (kwatera AII-5-27).